# Mykola Kovtaljuk
Mykola Andrijovyč Kovtaljuk (in ucraino Микола Андрійович Ковталюк?; Sambir, 26 aprile 1995) è un calciatore ucraino, attaccante del Vorskla.

## Carriera
Dopo aver esordito tra i professionisti con la maglia del Poltava, si trasferisce successivamente all'Arsenal Kiev e al Kolos Kovalivka. Nel 2017 si trasferisce in Georgia, giocando con le maglie di Dinamo Tbilisi e Dila Gori, con la quale nel 2020 diventa capocannoniere del campionato. Nel 2021 firma per i kazaki dell'Aqjaıyq.